# Bernd Kofler

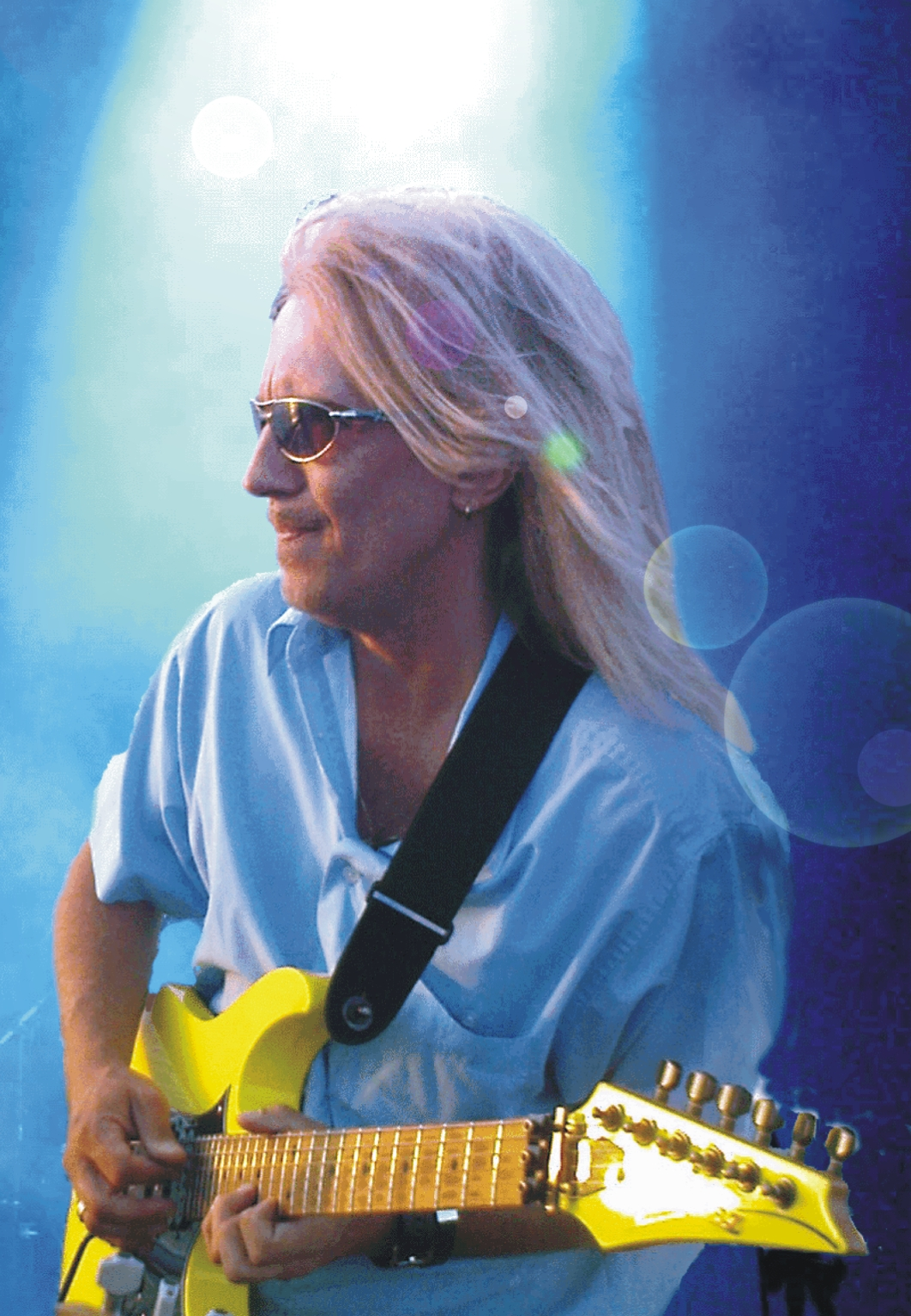
Bernd Kofler

Bernd Kofler  (* 30. Oktober 1964 in Graz) ist ein österreichischer Gitarrist, Komponist und Buchautor sowie Leiter der Music Academy Austria.

## Werdegang
Bernd Kofler studierte klassische Gitarre am Johann Josef Fux - Konservatorium in Graz. Vom österreichischen Musikfachblatt  „Tschinn Bum – Das Musikmagazin“ wurde er 1988 als "Newcomer des Jahres/Gitarre" ausgezeichnet. 1993 gewann Bernd Kofler mit der Band "Session" Europas größten Musikwettbewerb "Pop-o-Drom". Als Studiogitarrist wirkte er auf über 500 Musikproduktionen mit, unter anderem für Andreas Gabalier (das von Bernd Kofler eingespielte Album erlangte Platin für über 20.000 verkaufte Einheiten und wurde für einen Amadeus als Album des Jahres nominiert). Die von ihm eingespielte Single der Interpretin Niddl (Single Perfect Attitude) wurde für einen Amadeus Austrian Music Award nominiert.
Bernd Kofler wirkte in diversen Bands mit, die sich stilistisch zwischen Klassik, Jazz, Rock, Pop und Weltmusik ansiedeln und unternahm mit diesen Konzertreisen in Deutschland, Italien, Slowenien, Kroatien und Ungarn. In seiner musikalischen Laufbahn spielte er unter anderem auch für Rainhard Fendrich, Waterloo, Margot Eskens, Andreas Gabalier, Oliver Haidt, Carl Peyer und Horst Chmela. Einen größeren Bekanntheitsgrad errang er auch durch europaweite Auftritte und Tourneen mit Uriah Heep und der Spencer Davis Group.
Seit 2002 hat Bernd Kofler die Leitung der Music Academy Austria inne.
Als Buchautor verfasst er Lehrbücher für Gitarre.

## Diskografie
- Meditations (1996)
- Saturday night (1999)
- The Long Distance Projekt (mit Phil Brooks, 2003)
- Winter on the beach (2013)
- New day (2013)
- Summer memories (2013)
- Deck the halls (Christmas Song) (2013)
- Feet on the ground (2014)
- My Lighthouse (2014)
- Riding high (2015)
- Take me to the sky (2016)
- Graham John´s son (feat. Janine) (2017)
- Vanessa (2018)
- Daydreamer (2018)